# 六分儀座V4024
六分儀座V4024，又名BD-19 5312，HD 178175、SAO 162229、HR 7249，是六分儀座的一颗恒星，视星等为5.54，位于銀經17.35，銀緯-12.26，其B1900.0坐标为赤經19h 2m 24.2s，赤緯-19° -12.26′ 49″。